# Zone de protection du patrimoine architectural, urbain et paysager
 (janvier 2021).
En France, une zone de protection du patrimoine architectural, urbain et paysager (ZPPAUP) était un dispositif instauré par la loi de décentralisation du 7 janvier 1983, dont le champ fut étendu par la loi « paysages » du 8 janvier 1993, et qui constituait à partir du 24 février 2004 l'article L642 du Code du patrimoine.
Elle avait pour objet d'assurer la protection du patrimoine paysager et urbain et mettre en valeur des quartiers et sites à protéger pour des motifs d’ordre esthétique ou historique en exprimant l'ambition d'améliorer la notion de champ de visibilité (« périmètre de 500 m » aux abords d'un monument historique) en lui substituant un « périmètre intelligent ».
Le 12 juillet 2010, les ZPPAUP ont été remplacées par les Aires de mise en valeur de l'architecture et du patrimoine (AVAP). Les ZPPAUP mises en place avant le 14 juillet 2010 ont toutefois continué de produire leurs effets de droit jusqu’au 14 juillet 2016. La loi relative à la liberté de la création, à l'architecture et au patrimoine du 7 juillet 2016 leur a substitué les sites patrimoniaux remarquables, qui remplacent également les AVAP et les secteurs sauvegardés.
Les ZPPAUP étendaient le régime de protection au-delà des critères traditionnels du site classé ou inscrit en incluant « des paysages plus ordinaires et des espaces urbains, que le zonage permet de reconnaître et de valoriser dans des politiques intégrées de développement local ».

## Procédure
La constitution d’une Zone de protection du patrimoine architectural, urbain et paysager (ZPPAUP) était une procédure qui tendait à donner aux communes un rôle actif dans la gestion et la mise en valeur de leur patrimoine. Elle leur permettait en effet de mener, conjointement avec l'État, une démarche de protection et d'évolution harmonieuse de certains quartiers. La décision d'engager l'étude d'une ZPPAUP appartenait au maire et à son conseil municipal en partenariat avec l'État (Architecte des bâtiments de France et ex Service départemental de l'architecture et du patrimoine).
La procédure de ZPPAUP s'adaptait à tous les types de lieux (construits ou naturels, grands ou petits, communaux ou intercommunaux), pourvu qu'ils soient dotés d'une identité patrimoniale. Elle pouvait être mise en œuvre aussi bien dans les centres anciens que dans des quartiers de la Reconstruction ou des espaces ruraux. Elle permettait de préserver l'atmosphère particulière des lieux en mettant l'accent sur des configurations générales. Une ZPPAUP pouvait englober des abords de monuments historiques tout en proposant des périmètres mieux adaptés au terrain et des outils de protection plus souples : cônes de visibilité, axes des vues, ensembles de façades, etc. Elle permettait de saisir dans leur diversité les éléments du patrimoine collectif local : une suite de façades homogènes, la trame d'un paysage, un ensemble à caractère monumental, etc.
Au terme de la procédure, elle était créée et délimitée, après enquête publique, par un arrêté du préfet de région avec l'accord de la commune et après avis de la Commission régionale du patrimoine et des sites.
Le public devait être obligatoirement informé de la décision de mettre à l'étude une ZPPAUP. L'acte créant la zone faisait également l'objet de mesures de publicité par l'affichage en mairie et la publication dans deux journaux locaux.
Les délais moyens des procédures d'instruction des ZPPAUP atteignaient les trois ou quatre ans. 473 ZPPAUP avaient fait l'objet d'une création par arrêté du préfet de région au 31 décembre 2005. Les deux tiers des ZPPAUP concernaient les communes de plus de 5 000 habitants.

## Contenu du document
La création d'une ZPPAUP donnait lieu à un document concerté entre l’État, responsable en matière de patrimoine, et la commune, responsable en matière d'urbanisme sur son territoire. Le document de ZPPAUP, en tant que servitude d’utilité publique, reste annexé au plan local d’urbanisme (PLU) jusqu'à sa révision en plan de valorisation de l'architecture et du patrimoine (PVAP). Le PLU  est généralement modifié en conséquence, et ses objectifs enrichis d'une dimension patrimoniale et qualitative. C'était le conseil municipal qui normalement décidait la mise à l'étude de la ZPPAUP avec l'assistance de l'Architecte des bâtiments de France et de l'ex Service départemental de l'architecture et du patrimoine.
Les ZPPAUP sont des documents d’urbanisme, qui se composent :
- d’un rapport de présentation,
- d’un document graphique portant la délimitation de la zone,
- d’un règlement constitué de prescriptions et de recommandations.

La zone de protection comporte des prescriptions particulières en matière d’architecture et de paysage. Les travaux de construction, de démolition, de déboisement, de transformation ou de modification de l’aspect des immeubles compris dans le périmètre de la zone de protection sont soumis à autorisation spéciale.

## Servitude des abords des monuments historiques
À l'origine, la loi du 31 décembre 1913 ne visait que la protection des monuments historiques eux-mêmes, et non de ce qui les entoure. Il faut attendre la loi du 25 février 1943 pour que naisse la notion « d’abord de monuments historiques » où sont définis, dans les articles 13bis et 13ter, repris dans l'article 621-30-1 du code du patrimoine, la servitude d'utilité publique s'appliquant dans un rayon de 500 m ayant pour origine le monument historique, et le champ de visibilité du monument dans lequel l'architecte des bâtiments de France doit délivrer son visa conforme à toute demande d'autorisation de travaux.
Les ZPPAUP suspendaient et remplaçaient le rayon de 500 m et son champ de visibilité : le visa conforme s'appliquait alors sur l'ensemble de la nouvelle délimitation. Mais la ZPPAUP pouvait se concevoir également en l'absence de monument historique : elle prenait alors en considération un ensemble et, de ce fait, se concevait au sein de celui-ci, selon ses valeurs architecturales et urbaines propres. C'était donc un outil plus subtil que le rayon de 500 m et, surtout, plus rationnel.
L'article 9 de la loi no 2009-967 du 3 août 2009 de programmation relative à la mise en œuvre du Grenelle de l'environnement a modifié l'article L642-3 du code du patrimoine. Cette modification a eu pour effet que l'avis rendu par l'ABF lorsque les travaux se situent sur une parcelle située dans une ZPPAUP serait un avis simple et non plus un avis conforme. Dans les faits, cela n'a pas changé grand-chose, étant donné que l'ABF s'appuyait sur le règlement de la ZPPAUP pour fonder son avis. À ce titre, la commune, comme l'ABF restent tenus de suivre le règlement jusqu'à sa révision en PVAP..